# Pandolfo III di Benevento
Pandolfo III di Benevento (... – 1060) fu principe di Benevento, in carica dal 1033 al 1059.

## Biografia
Pandolfo III fu associato al trono nel 1012 circa, assumendo la carica di co-reggente di suo padre Landolfo V e di suo nonno Pandolfo II.
Nel 1014, alla morte di Pandolfo II, Landolfo V ne ereditò la carica di principe sovrano, mentre Pandolfo III rimase co-reggente del padre. I cittadini di Benevento, però, si ribellarono al governo dei nuovi principi. La rivolta fallì, ma i due monarchi furono obbligati ad offrire concessioni al popolo e all’aristocrazia cittadina.
I principi beneventani dovettero poi sottomettersi all'Impero bizantino, che  minacciava il principato  fortificando le città del Catepanato. Nel 1022, per contrastare il dominio bizantino in Puglia, l’imperatore Enrico II congiunse il suo esercito a quelli di Poppone di Aquileia e Pellegrino di Colonia presso Benevento. Dopo aver preso la città con un breve assedio, l'armata marciò verso Troia, roccaforte bizantina, ma non riuscì a conquistarla. Landolfo V giurò fedeltà all'Imperatore germanico. Non si conosce più nulla della sua vita, se non che morì nel settembre del 1033. Pandolfo III poté allora assumere definitivamente il potere.
Verso la fine dell'estate del 1038, Pandolfo associò al trono suo figlio Landolfo VI. Nel 1041 fu suo fratello Atenulfo, escluso dalla reggenza del principato, ad incitare una ribellione. La rivolta contro i principi, come quella del 1014, non ebbe successo.
Nel 1047, l’imperatore Enrico III scese in Italia per assicurarsi il controllo del Mezzogiorno. L’imperatrice Agnese visitò il Gargano come pellegrina e, ritornando, passò per Benevento, dove fu accolta, al contrario di suo marito. L'imperatore, offeso dal rifiuto, immediatamente cinse d'assedio la città, mantre papa Clemente II scomunicò Pandolfo, suo figlio e tutti i cittadini beneventani. Alla fine l'assedio fu tolto, ma l'offesa recata alla famiglia imperiale e alla Chiesa, sommata all'evidente declino del principato, portarono il fratello di Pandolfo, Dauferio (il futuro papa Vittore III), ad abbandonare la città e rifugiarsi presso la corte di Guaimario IV di Salerno.
La situazione precipitò nel 1050, quando papa Leone IX, in pellegrinaggio nel Gargano, riaffermò la scomunica dei principi. Il popolo di Benevento si ribellò ancora una volta ai sovrani e riuscì a espellerli dalla città. Nell'aprile del 1051, i cittadini offrirono Benevento al papa, che accettò, entrandovi il 5 luglio seguente.
Nel periodo successivo alla battaglia di Civitate, quando il papa era prigioniero a Benevento (tra giugno 1053 e marzo 1054) la popolazione invitò Pandolfo III e Landolfo VI a ritornare in città. Pandolfo ritornò al potere e governò come vassallo del pontefice (che fu liberato in accordo con i normanni). Nel 1056 associò al principato anche il nipote Pandolfo IV. Nel 1059 abdicò, rifugiandosi nel  monastero di Santa Sofia, fondato dai suoi antenati e che fungeva da mausoleo dinastico dei principi di Benevento. Vi morì l'anno seguente.

## Discendenza
Si conosce solo un figlio di Pandolfo II:
- Landolfo VI di Benevento (… - 7 novembre 1077).